# Branimir

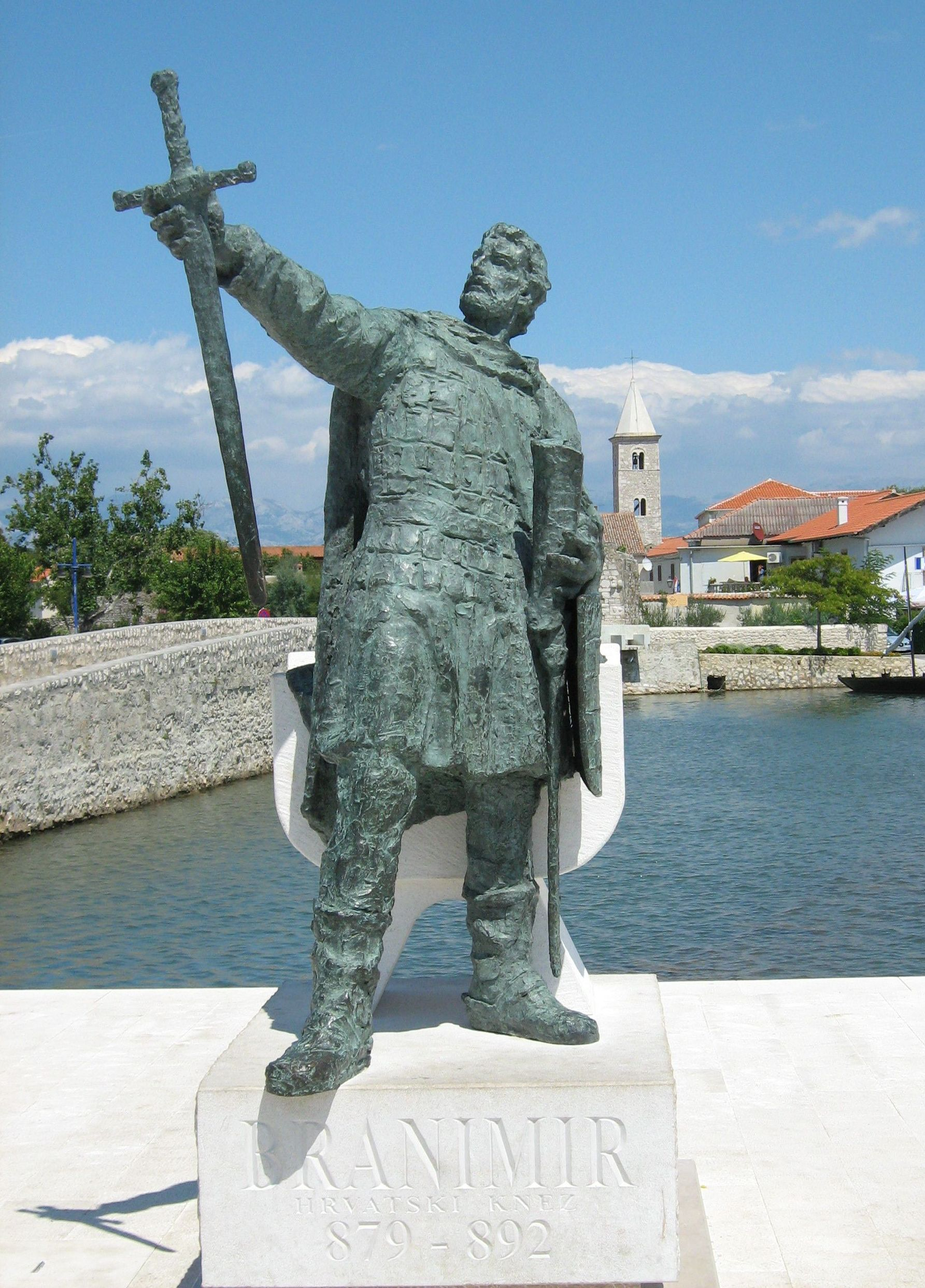
Staty av Branimir i Nin

Branimir var furste av Kustlandskroatien och regerade från år 879 fram till sin död 892.
År 879 lät Branimir mörda sin konkurrent Zdeslav utanför Knin. Zdeslav hade varit en anhängare till Bysantinska riket och hans undanröjande ledde till att Branimir senare erkändes som hertig av Kroatien av påven Johannes VIII eftersom han valde katolicismen och att underställa sig Rom istället för Konstantinopel.